# Голдман, Эдуард Альфонсо
Эдуард Альфонсо Голдман (англ. Edward Alphonso Goldman, настоящая фамилия Голтман, англ. Goltman; 7 июля 1873, штат Иллинойс — 2 сентября 1946, Вашингтон, округ Колумбия) — американский зоолог.

## Биография
Вырос в Небраске и Калифорнии. С 17 лет работал на виноградниках в окрестностях Фресно. В 1891 году поступил ассистентом к Эдварду Уильяму Нельсону, вместе с которым на протяжении четырёх лет работал в своей первой зоологической экспедиции в Мексике и затем продолжал изучать мексиканскую фауну под руководством Нельсона вплоть до 1906 года; за 14 лет двое исследователей собрали коллекцию, включавшую 17400 млекопитающих и 12400 птиц.
В 1911—1913 гг. работал в зоне Панамского канала, затем до 1917 года в Аризоне. В 1918—1919 гг. служил в санитарной службе американского экспедиционного корпуса во Франции, занимаясь борьбой с грызунами, и затем до 1937 г. числился офицером запаса в чине майора. После возвращения в США до 1943 г. работал в Бюро биологического надзора Департамента сельского хозяйства США (ныне Служба охраны рыбных ресурсов и диких животных США), в 1925—1928 гг. руководитель отдела природных заповедников, с 1928 г. руководитель отдела биологических исследований. В 1927—1929 гг. президент Биологического общества Вашингтона (англ. Biological Society of Washington), в 1946 г. президент Американского общества маммологов (англ. American Society of Mammalogists).
Голдману принадлежит около 200 научных работ, в том числе «Обзор древесных крыс из рода Neotoma» (англ. Revision of the Wood Rats of the Genus Neotoma; 1910), «Рисовые хомяки Северной Америки» (англ. Rice Rats of North America; 1918), «Млекопитающие Панамы» (англ. Mammals of Panama; 1920), «Волки Северной Америки» (англ. The Wolves of North America; 1944). Посмертно изданы «Пума: Загадочная американская кошка» (англ. The Puma: Mysterious American Cat; 1946) и «Биологические исследования в Мексике» (англ. Biological Investigations in Mexico; 1951). Голдман впервые описал множество видов и подвидов американской фауны, в том числе барбадосского енота, мексиканского волка, мышиных опоссумов Marmosa zeledoni и Marmosa isthmica, предположительно вымерший подвид украшенной бурозубки (Sorex ornatus juncensis).
Умер от инсульта. Похоронен на Арлингтонском национальном кладбище.

## Память
В честь Голдмана назван ряд животных, в том числе лесной хомяк Гольдмана, мешотчатый прыгун Голдмана, заборная игуана Sceloporus goldmani и монотипический род колибри гольдмании.